# نسخة رئيسة جديدة (سمعي بصري)

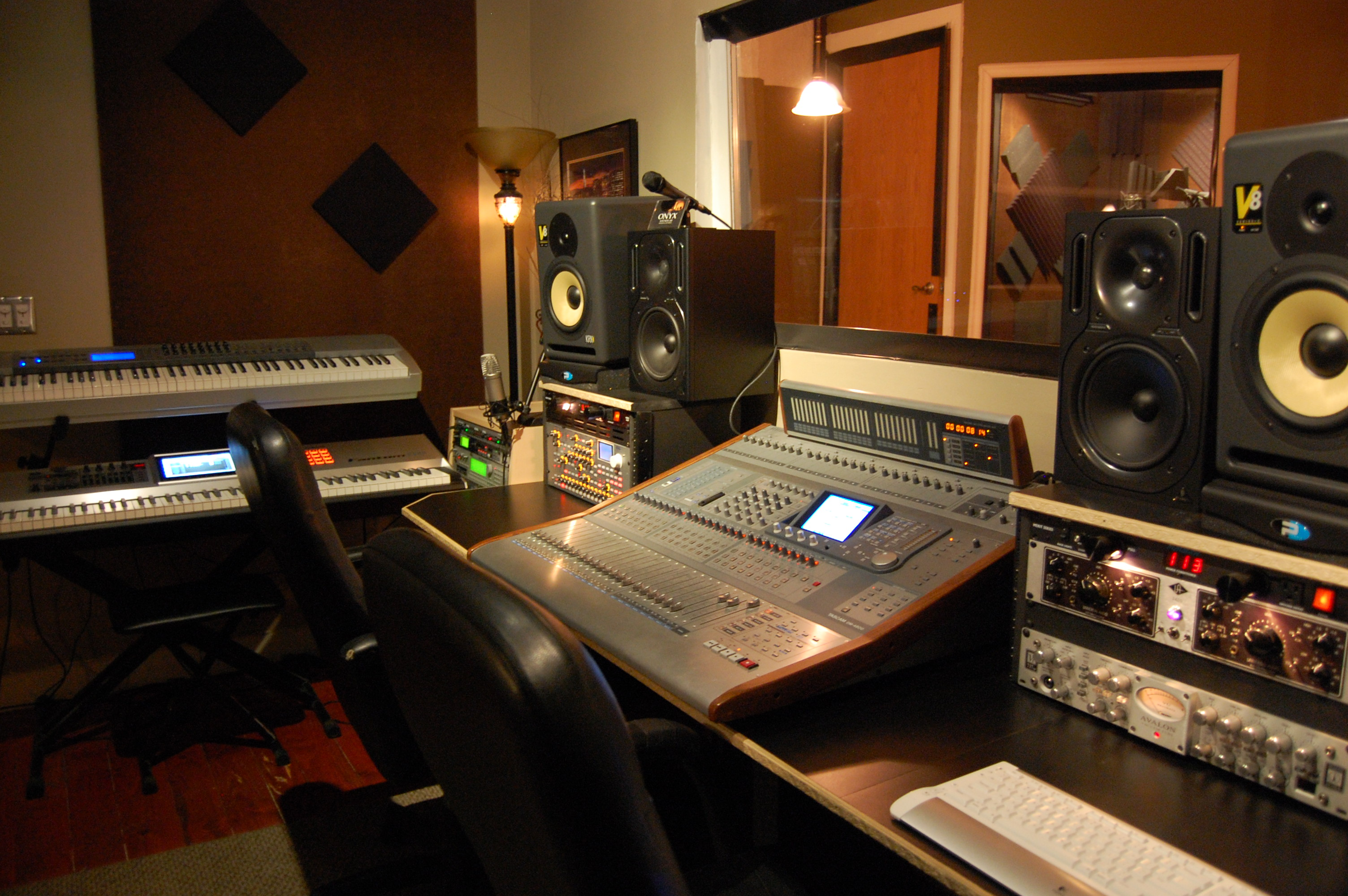
استوديو تسجيل وإنتاج صوتي مجهز بالمعدات الرقمية المناسبة لتسجيل الصوت ومزجه.

نسخة رئيسة جديدة (بالإنجليزية: Remaster)‏ هي مصطلح يشير إلى نسخة لعمل إبداعي سمعي بصري عُمِلَ سَابِقًا عُدِّلَت جودة صوتها أو صورتها، ويكون هذا العمل إما مادة صوتية أو سينمائية أو مادة فيديو تصويرية [الإنجليزية]. إنشاء نسخة رئيسة جديدة (بالإنجليزية: Remastering)‏ هو عملية صنع نسخة رئيسة (بالإنجليزية: Master copy أو Master ببساطة)‏ جديدة لألبوم، أو فيلم أو أي عمل آخر. ويميل للرجوع إلى عملية تحسين التسجيل من وسيلة البث التماثلي إلى الرقمي، ولكن هذا ليس هو الحال دائماً.